# عمر خربين
عمر ماهر خربين (مواليد 15 يناير 1994)، هو لاعب كرة قدم سوري يلعب في نادي الوحدة الإماراتي. يلعب في مركز الهجوم أو كمهاجم ثاني أو جناح لعب سابقاً مع نادي الهلال السعودي ومنتخب سوريا.
في عام 2017 حصل على لقب هدّاف دوري أبطال آسيا، كما فاز بجائزة أفضل لاعب في آسيا ليصبح أول لاعب سوري يفوز بهذه الجائزة وأول لاعب غير سعودي يفوز بالجائزة مع نادي الهلال.
وفي عام 2020 تم حرمان عمر خربين من المشاركة مع المنتخب السوري نهائياً.

## مسيرته الكروية

### بدايته المبكرة
بدأ خربين يلعب كرة القدم في سن مبكرة بعد أن رأى شقيقه الأكبر محمد يلعبها. بدأت موهبة خربين تظهر عندما انضم إلى فئة الشباب في نادي الوحدة السوري.

### الوحدة
لعب خربين أول مباراة وهو في سن الـ15 سنة فقط في عام 2009، لعب لمدة 4 مواسم في الدوري السوري. وانتقل إلى الدوري العراقي في عام 2013.

#### القوة الجوية (إعارة)
في صيف عام 2013، انضم خربين إلى نادي القوة الجوية في الدوري العراقي. حتى عام 2015.

#### الميناء (إعارة)
في 6 أغسطس 2015، انضم خربين إلى نادي الميناء العراقي لمدة موسم واحد. بعد موسمين ونصف في الدوري العراقي انتقل خربين إلى الدوري الإماراتي في شتاء 2016.

#### الظفرة (إعارة)
في يناير 2016، وقع نادي الظفرة مع خربين في صفقة إعارة لمدة سنة من الوحدة، مع أحقية الشراء. في أول مباراة له، سجل مع ناديه الجديد ضد نادي العين. من يناير إلى مايو 2016، لعب 12 مباراة، وسجل 9 أهداف، ومرر تمريرة حاسمة. وقع مع النادي الإماراتي في يوليو بعد أداء الرائع. وأنهى فريقه الدوري في المركز الثامن.

##### موسم 2016–17
واصل أداءه الممتاز، ولعب 14 مباراة في الدوري، وسجل 8 أهداف بما في ذلك أربعة تمريرات حاسمة. في يناير 2017، حاولت العديد من الأندية المحلية والآسيوية التوقيع مع خربين، لكنهم فشلوا لأن النادي قبل عرضا من الهلال.

#### الهلال (إعارة)
في 16 يناير 2017، وقع مع الهلال لإعارة لمدة 6 أشهر. وبلغت قيمة الإعارة 1.3 مليون دولار.كان لاعب كرة القدم الأرجنتيني السابق الشهير ومدرب الهلال آنذاك رامون دياز هو الذي طلب من إدارة النادي التوقيعه معه. وقال خربين أنه سعيد جدا وسوف يحقق حلمه للعب في دوري المحترفين السعودي. في 28 يناير 2017 لعب أول مباراة له في دوري المحترفين السعودي في المباراة التي انتهت بفوز الهلال بنتيجة 1–0 على الاتفاق ولعب المباراة كاملة. بعد خمسة أيام، سجل هدفه الأول وأنقذ الهلال من الهزيمة على أمام القادسية في المباراة التي انتهت بنتيجة 1–1.
وكان أول مشاركة له في دوري أبطال آسيا في 21 فبراير ضد برسبوليس الإيراني. انتهت المباراة بنتيجة 1–1 ولم يسجل في المباراة. في مارس 2017، سجل هدفا حاسما ضد نادي الاتحاد في كلاسيكو السعودية. وهذه هي المرة الأولى التي يسجل بها هدف ضد خصم قوي. وسجل خربين هدفا في دوري أبطال آسيا ضد الوحدة الإماراتي.
في 4 مايو وفي المباراة الأخيرة من الدوري، كانت مباراة محسومة بإن الهلال هو بطل الدوري ولكن كانت أهميتها بأنها ديربي، سجل أول هاتريك له في الدوري ضد النصر في مباراة تاريخية أنتهت بنتيجة 5–1 ليعزز رصيده في الأهداف في موسم 2016–17 إلى 9 أهداف في 16 مباراة.

### الهلال
في 19 يونيو 2017، وقع الهلال رسمياً مع خربين بمبلغ 44 مليون ريال سعودي، بعقد مدته أربع سنوات.

#### موسم 2017–18
في 10 أغسطس، بدأ خربين أول مباراة في موسم ضد نادي الفيحاء، وسجل من ركلة جزاء جعلت الهلال يفوز بنتيجة 2–1. في 15 أغسطس، سجل خربين أول هدف ضد التعاون في الدقيقة 14، في المباراة المثيرة التي انتهت بفوز زملاء خربين بنتيجة 4–3.
في آخر جولة من دوري المحترفين السعودي 2017–18 كان الهلال بحاجة للفوز لكي يحقق اللقب أمام نادي الفتح. انفجر خربين في تلك المباراة وسدد ركلة حرة مباشرة في الدقيقة الخامسة تصدى لها الحارس علي المزيدي ومن ثم ارتطمت بالقائم، وبعدها بدقيقتين عند الدقيقة السابعة سجل خربين من ركلة حرة وأتبعها بهدف ثاني في الدقيقة 14 ومن ثم أحرز الهاتريك عند الدقيقة 37 ليضمن لقب الدوري للهلال. وانتهت المباراة بنتيجة 4–1 ليحقق لقب الدوري للمرة الثانية على التوالي مع نادي الهلال.

## مسيرته الدولية
تم استدعاء عمر للمنتخب السوري أول مرة بتاريخ 20 نوفمبر من العام 2012 وذلك في مباراة ودية أمام منتخب فلسطين.
أول أهدافه كان أمام المنتخب العراقي وذلك في بغداد بالعراق بتاريخ 26 مارس 2013.
شارك في معظم مباريات المرحلة النهائية من التصفيات المؤهلة إلى كأس العالم 2018 بالإضافة إلى مباراتيّ الملحق ضد أستراليا سجل خلالها 3 أهداف فقط رغم تسجيله 7 أهداف في المرحلة الثانية من التصفيات.
كان حاضراً في جميع المباريات الثلاث التي خاضها المنتخب في كأس آسيا 2019 رغم أنه لم يلتحق بالمنتخب في المباريات الودية التي سبقت البطولة لأسباب مختلفة، سجل هدفاً واحداً فقط ضد أستراليا وبذل جهداً واضحاً في الملعب مقارنة ببقية اللاعبين. قال في تصريح بعد نهاية البطولة:«هناك الكثير من الأمور الي حدثت في الكواليس.»

## حرمانه
في 26 نوفمبر، 2020، قرر الاتحاد السوري لكرة القدم، حرمان عمر خربين، مهاجم الهلال السعودي، من تمثيله للمنتخب السوري بشكل نهائي، ومنعه من المُشاركة في أي نشاط يخص الاتحادة مدى الحياة.

## الإحصائيات
آخر تحديث 19 أغسطس 2018.
| النادي           | الموسم   | الدوري | الدوري  | كأس ولي العهد | كأس ولي العهد | كأس الملك | كأس الملك | كأس السوبر | كأس السوبر | آسيا   | آسيا    | المجموع | المجموع |
| النادي           | الموسم   | الظهور | الأهداف | الظهور        | الأهداف       | الظهور    | الأهداف   | الظهور     | الأهداف    | الظهور | الأهداف | الظهور  | الأهداف |
| ---------------- | -------- | ------ | ------- | ------------- | ------------- | --------- | --------- | ---------- | ---------- | ------ | ------- | ------- | ------- |
| الهلال           |          |        |         |               |               |           |           |            |            |        |         |         |         |
| 2016–17          | 10       | 7      | 0       | 0             | 3             | 5         | 0         | 0          | 8          | 4      | 21      | 16      |         |
| 2017–18          | 16       | 7      | 0       | 0             | 0             | 0         | 0         | 0          | 6          | 6      | 22      | 13      |         |
| 2018–19          | 0        | 0      | 0       | 0             | 0             | 0         | 1         | 0          | 0          | 0      | 1       | 0       |         |
| بيراميدز (إعارة) | 2018–19  |        |         |               |               |           |           |            |            |        |         |         |         |
| الهلال           | 2019–20  |        |         |               |               |           |           |            |            |        |         |         |         |
| الإجمالي         | الإجمالي | 26     | 14      | 0             | 0             | 3         | 5         | 1          | 0          | 14     | 10      | 44      | 29      |

### أهدافه الدولية
| الهدف | التاريخ        | المكان                                          | الخصم     | النتيجة | الحصيلة | المنافسة                          |
| ----- | -------------- | ----------------------------------------------- | --------- | ------- | ------- | --------------------------------- |
| 1     | 26 مارس 2013   | ملعب الشعب، بغداد، العراق                       | العراق    | 1–1     | 1–2     | ودية دولية                        |
| 2     | 11 نوفمبر 2013 | ستاد الأمير محمد، عمان، الأردن                  | العراق    | 1–0     | 1-2     | ودية دولية                        |
| 3     | 5 مارس 2014    | ستاد عمان الدولي، عمان، الأردن                  | الأردن    | 1–2     | 1–2     | تصفيات كأس آسيا 2015              |
| 4     | 12 نوفمبر 2014 | ملعب شاه عالم، شاه عالم، ماليزيا                | ماليزيا   | 3–0     | 3–0     | ودية دولية                        |
| 5     | 15 نوفمبر 2014 | جاكرتا، إندونيسيا                               | إندونيسيا | 2–0     | 2–0     | ودية دولية                        |
| 6     | 5 يونيو 2015   | السيب، عمان                                     | عمان      | 2–0     | 2–1     | ودية دولية                        |
| 7     | 11 يونيو 2015  | مشهد، إيران                                     | أفغانستان | 6–0     | 6–0     | تصفيات كأس العالم لكرة القدم 2018 |
| 8     | 8 سبتمبر 2015  | بنوم بن، كمبوديا                                | كمبوديا   | 1–0     | 6–0     | تصفيات كأس العالم لكرة القدم 2018 |
| 9     | 8 سبتمبر 2015  | بنوم بن، كمبوديا                                | كمبوديا   | 3–0     | 6–0     | تصفيات كأس العالم لكرة القدم 2018 |
| 10    | 17 نوفمبر 2015 | كالانغ، سنغافورة                                | سنغافورة  | 1–0     | 2–1     | تصفيات كأس العالم لكرة القدم 2018 |
| 11    | 17 نوفمبر 2015 | كالانغ، سنغافورة                                | سنغافورة  | 2–1     | 2–1     | تصفيات كأس العالم لكرة القدم 2018 |
| 12    | 24 مارس 2016   | ملعب السيب، السيب، عمان                         | كمبوديا   | 1–0     | 6–0     | تصفيات كأس العالم لكرة القدم 2018 |
| 13    | 24 مارس 2016   | ملعب السيب، السيب، عمان                         | كمبوديا   | 2–0     | 6–0     | تصفيات كأس العالم لكرة القدم 2018 |
| 14    | 23 مارس 2017   | ملعب هانج جيبات، مدينة ملقا، ماليزيا            | أوزبكستان | 1–0     | 1–0     | تصفيات كأس العالم لكرة القدم 2018 |
| 15    | 31 أغسطس 2017  | ملعب هانج جيبات، مدينة ملقا، ماليزيا            | قطر       | 1–0     | 3–1     | تصفيات كأس العالم لكرة القدم 2018 |
| 16    | 31 أغسطس 2017  | ملعب هانج جيبات، مدينة ملقا، ماليزيا            | قطر       | 2–1     | 3–1     | تصفيات كأس العالم لكرة القدم 2018 |
| 17    | 30 ديسمبر 2018 | ملعب الشيخ زايد للكريكت، مدينة أبوظبي، الامارات | اليمن     | 1–0     | 1–0     | ودية دولية                        |
| 18    | 15 يناير 2019  | استاد خليفة بن زايد، مدينة العين، الامارات      | أستراليا  | 1–1     | 2–3     | كأس آسيا                          |

## الإنجازات

### النادي
الهلال
- دوري المحترفين السعودي (3): 2016–17، 2017–18،2019-20
- كأس خادم الحرمين الشريفين (1): 2017، 2019-20
- دوري أبطال آسيا (1): 2019
- كأس السوبر السعودي (1): 2018

### المنتخب
سوريا
بطولة اتحاد غرب آسيا (1): 2012

### الفردية
- هداف دوري أبطال آسيا 2017[26]
- أفضل لاعب في آسيا 2017[27]

## وصلات خارجية
- عمر خربين على موقع الاتحاد الدولي (مؤرشف)  (الإنجليزية)
- عمر خربين على موقع قاعدة بيانات كرة القدم.إي يو (الإنجليزية)
- عمر خربين على موقع ناشيونال فوتبول تيمز (الإنجليزية)
- عمر خربين على موقع Soccerway.com (الإنجليزية)
- عمر خربين على موقع عالم كرة القدم.نت (الإنجليزية)
- عمر خربين  على سكروي
- إحصائيات عمر خربين في دوري المحترفين السعودي 2017–18.